# Greklands herrlandslag i volleyboll
Greklands herrlandslag i volleyboll representerar Grekland i volleyboll på herrsidan. Laget tog brons i Europamästerskapet 1987.

### Fotnoter
1. ↑  Todor Krastev (12 mars 1987). ”Men Volleyball XV European Championship 1987 Gent (BEL) - 25.09-03.10 Winner Soviet Union” (på engelska). Sport Statistics. Arkiverad från originalet den 26 juni 2015. https://web.archive.org/web/20150626142837/http://todor66.com/volleyball/Europe/Men_1987.html. Läst 25 juni 2015.